# Olov Tillæus
Olof Tillæus, född 13 september 1704 i Falun, död 23 mars 1762 i Köping, var en svensk präst. Han var kyrkoherde i Storkyrkan i Stockholm och hovpredikant hos Fredrik I.

## Biografi
Tillæus var född i Falun i morfadrens prosten och magister Olof Ekmans hus. Han var son till Petrus Tillæus; domprost i Västerås, student 1720, magister 1731 i universitet i Lund där han uppehöll sig någon tid. Den 17 juni 1734 prästvigdes han vid domkyrkan i Västerås, men kallades snart, såsom kunnig i språket, till Franska-Lutherska församlingen i Stockholm, där han flera år var Doctor Körnings vicarius. År 1737 blev han rektor vid samma församlings skola, 1738 komminister och kort därpå av kungen Konungen, till betygande av nådigt välbehag över hans arbete, benådad med fullmagister av vice pastors värdighet. 1743 befordrades han till ordinarie pastor, och hade missiv till flera församlingar i Stockholm.
Gift 25 Jan 1739 med Katarina Aulævill, dotter till borgmästare och riddare Peter Aulævill, f 1717 i Stockholm, död 15 maj 1758 i Köping. Av 15 barn med den; Carl Gustaf Tillée, tulldirektör, Fredrik Tillée, handlande och rådman i Köping, Margareta Katarina, g.m. komminister Fredrik Anagrius i Kolbeck, Beata Maria och Elisabet, ogifta.